# Habenaria marquisensis
Habenaria marquisensis là một loài thực vật có hoa trong họ Lan. Loài này được F.Br. mô tả khoa học đầu tiên năm 1931.